# 15. podporna brigada (ZDA)
15. podporna brigada (izvirno angleško 15th Support Brigade) je bila podporna brigada Kopenske vojske Združenih držav Amerike.

## Zgodovina
Brigada je bila ustanovljena 4. maja 1966 in bila aktivirana 1. julija istega leta. Deaktivirana je bila 21. marca 1973 v Fort Lewisu.